# SKS (karabin)
 For alternative betydninger, se SKS. (Se også artikler, som begynder med SKS)
SKS (russisk самозарядный карабин Симонова (СКС) Samozarjadnij Karabin Simonova; "selvladende karabin Simonov") er en halvautomatisk karabin i kaliber 7,62x39mm designet i perioden 1943-45 i Sovjetunionen af Sergej Simonov. Det fulde navn, SKS-45, er en forkortelse af Samozarjadnij Karabin sistemy Simonova, 1945.
Udviklingsarbejdet blev igangsat i 1943 efter vedtagelsen af patronen i størrelsen 7,62x39 som grundlag for en ny riffel til Sovjetunionens hær. De første udgaver af den nye karabin blev produceret i 1944, men først i 1949 blev karabinen sat i masseproduktion efter justering af designet, hvorefter karabinen indgik i hærens standardbevæbning. Der blev produceret mere end 2,7 mio. eksemplarer i Sovjetunionen og flere millioner på licens i andre lande. I begyndelsen af 1950'erne blev SKS-45 taget ud af tjeneste som standardbevæbning ved frontlinjeenheder, hvor karabinen blev erstattet af Kalasjnikovs AK-47. Karabinen blev dog fortsat benyttet i flere årtier i lavere prioriterede enheder og i flyvevåbnet. I dag benyttes våbnet fortsat i ceremonielle sammenhænge.
SKS blev i vidt omfang eksporteret og blev tillige produceret på licens i Warszawapagt-landene Rumænien og DDR. SKS blev også produceret på licens i Kina, hvor den blev kaldt "Type 56 Karbin". DDR-versionen blev kaldt Karabiner S, den albanske version hed Model 561 og Nordkoreas version hed Type 63.
Magasinet i SKS indeholder ti patroner.

## Brugere
- Afghanistan[3]
- Albanien[3] - ceremonielle formål[4]
- Algeriet[3]
- Angola[3]
- Armenien[5]
- Australien: Ikke-statslig brug[5]
- Azerbaijan[5]
- Bangladesh[3]
- Belarus[6][5]
- Benin[3]
- Bolivia[3]
- Bosnien-Hercegovina[5]
- Bulgarien:[3] Nationalgarden
- Burundi[3][kilde mangler]
- Cambodia[3]
- Cameroon[kilde mangler]
- Canada: Ikke-statslig brug[7]
- Centralafrikanske Republik[8]
- Chad[kilde mangler]
- Comorerne[3]
- Republikken Congo[9][10]
- Cuba[4]
- Czech Republic[7]
- DDR[1][11] (former user)
- Egypten[3][12][13]
- Ækvatorialguinea[3]
- Eritrea[kilde mangler]
- Etiopien[7]
- Georgien[3]
- Guinea[3]
- Guinea-Bissau[3]
- Guyana[3]
- Ungarn[3][4][14]
- Indien[3][kilde mangler]
- Indonesien[15]
- Irak[4]
- Japan[3]
- Jordan[3]
- SFR Jugoslavien[1][3] (overtaget af de efterfølgende stater)
- Kap Verde[3]
- Kasakhstan[16]
- Kina[1] - ceremonial purposes[4]
- Kosovo[4]
- Kroatien - ceremoniel brug[4]
- Kirgisistan[4]
- Laos[3]
- Libyen[3]
- Makedonien[4]
- Mali[4][17]
- Malta[4]
- Mauretanien[5]
- Moldova[4]
- Mongoliet[5][4]
- Montenegro[5]
- Mozambique[3]
- Myanmar[3]
- Namibia[18]
- Nepal[3][kilde mangler]
- Nigeria[3][kilde mangler]
- Nordkorea[1][3]
- Oman[12]
- Palæstina: anvendt af selvstyreområdets æresgarde.[4] SKS blev også benyttet af PLO i 1970'erne[19][20]
- Polen[21] - ceremonial use[4]
- Rhodesia - tidligere bruger[4]
- Rumænien[22] - ceremonielle formål[4]
- Rusland: ceremonielle formål[23]
- Rwanda[24]
- São Tomé og Príncipe[3]
- Serbien[4]
- Seychellerne[3]
- Sierra Leone[3]
- Somalia[kilde mangler]
- Slovenien - ceremonielle formål[4]
- Sydafrika[3]
- Sydsudan[7]
- Sovjetunionen
- Sri Lanka[3]
- Sudan[3]
- Syrien[4]
- Tadsjikistan[4][7]
- Tanzania[3]
- Turkmenistan[4][7]
- Uganda[3]
- Ukraine[25]
- Uzbekistan[7]
- Vietnam[3] - ceremonielle formål[4]
- Yemen[12]
- Zaire[kilde mangler]
- Zambia: Zastava M59[26]
- Zimbabwe[4][27]